# タンザニア労働党
タンザニア労働党（タンザニアろうどうとう、Tanzania Labour Party）は、タンザニアの政党。 
2000年タンザニア国民議会（269議席）総選挙では、3議席を獲得した。同日行われた大統領選挙では党公認候補のオーガスチン・リャトンガ・ムレマ Augustine Lyatonga Mremaが7.8パーセントを獲得した。 
2005年12月14日実施された総選挙 Tanzanian elections, 2005では、同党は1議席に後退した。大統領選挙では、オーガスチン・リャトンガ・ムレマが再び立候補したが、0.75パーセントの獲得に終わった。